# Здание городского театра (Могилёв)
Зда́ние городско́го теа́тра (бел. Будынак гарадскога тэатра) — памятник архитектуры XIX века, расположенный в исторической части Могилёва. Объект Государственного списка историко-культурных ценностей Республики Беларусь.

## История
До конца XIX века в Могилёве не было своего здания театра — зачастую спектакли показывались в частных домах зажиточных горожан. В 1870-е годы у администрации губернии появилась идея о создании в городе стационарного театра, и на это мероприятие интеллигенцией по просьбе губернатора был начат сбор средств. Свою лепту в это мероприятие внесли все слои населения: как бедняки, служащие и студенты, так и богатейшие помещики. В результате к 1886 году необходимая сумма была собрана.
Авторами проекта здания театра выступили могилёвский губернский архитектор П. Г. Камбуров и инженер В. С. Миляновский. Строительство было начато в 1886 году и завершено к концу 1888 году; в течение следующего года была произведена внутренняя отделка здания. 14 мая 1888 года театр был освящён, и уже в 1889 году труппа Деркача открыла первый театральный сезон в Могилёве.
В годы первой мировой войны в Могилёве находился император Николай II. Так как культурных заведений в городе было немного, он регулярно посещал городской театр, а ложу, которую он обычно занимал, с тех пор называют императорской.
В середине 1980-х Министерством культуры БССР было предложено разрушить могилёвский театр, а на его месте построить новый. Однако в связи с протестами горожан от сноса здания было решено отказаться, и в 1992 году началась реконструкция по проекту В. Кузнецова, после которой театр вновь открылся для зрителей лишь в 2001 году.
В 2003 году перед началом нового театрального сезона состоялось открытие скульптурной композиции — бронзовой дамы с собачкой (скульптор Владимир Жбанов), которая расположилась на лестнице у главного входа в театр.
В соответствии с Постановлением Совета министров № 1288 от 3 сентября 2008 года здание городского театра в Могилёве было внесено в Государственный список историко-культурных ценностей Республики Беларусь.

## Расположение
Местом постройки здания театра была выбрана площадь у Муравьёвского сквера — на пересечении Днепровского проспекта (ныне — Первомайская улица) и улицы Дворянской (ныне — Комсомольская улица). Оно являлось наиболее удобным для посещения жителями всех частей города. Однако с технической точки зрения это расположение оказалось не совсем удачным. Когда-то здесь проходил ров с оборонительными валами, в связи с чем при строительстве пришлось заложить фундамент глубиной более десяти метров. На эти цели была израсходована значительная сумма из собранных средств, что не могло не сказаться на техническом оснащении театра.

## Архитектура
В плане здание городского театра Могилёва представляет собой прямоугольник, в центре которого размещён зрительный зал на 500 мест. Главный фасад украшают два башнеобразных объёма, между которыми расположен тамбур с балконом у входа. Отделка фасадов выполнена в модном во время постройки русском стиле. В отделке интерьера широко использована резьба по дереву, особенно изысканная на стенах губернаторской (императорской) ложи.

## Галерея

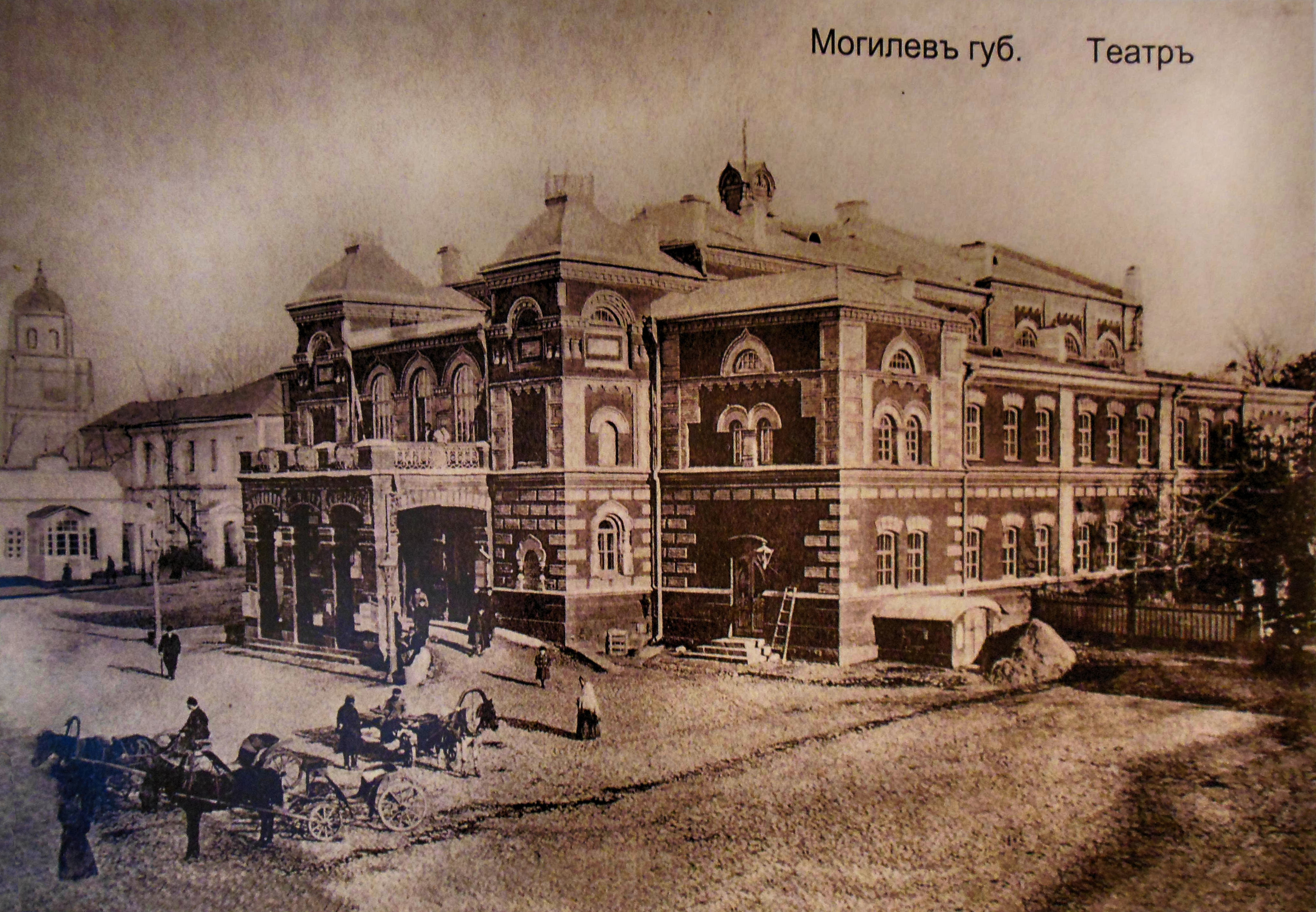
Дореволюционный вид здания театра
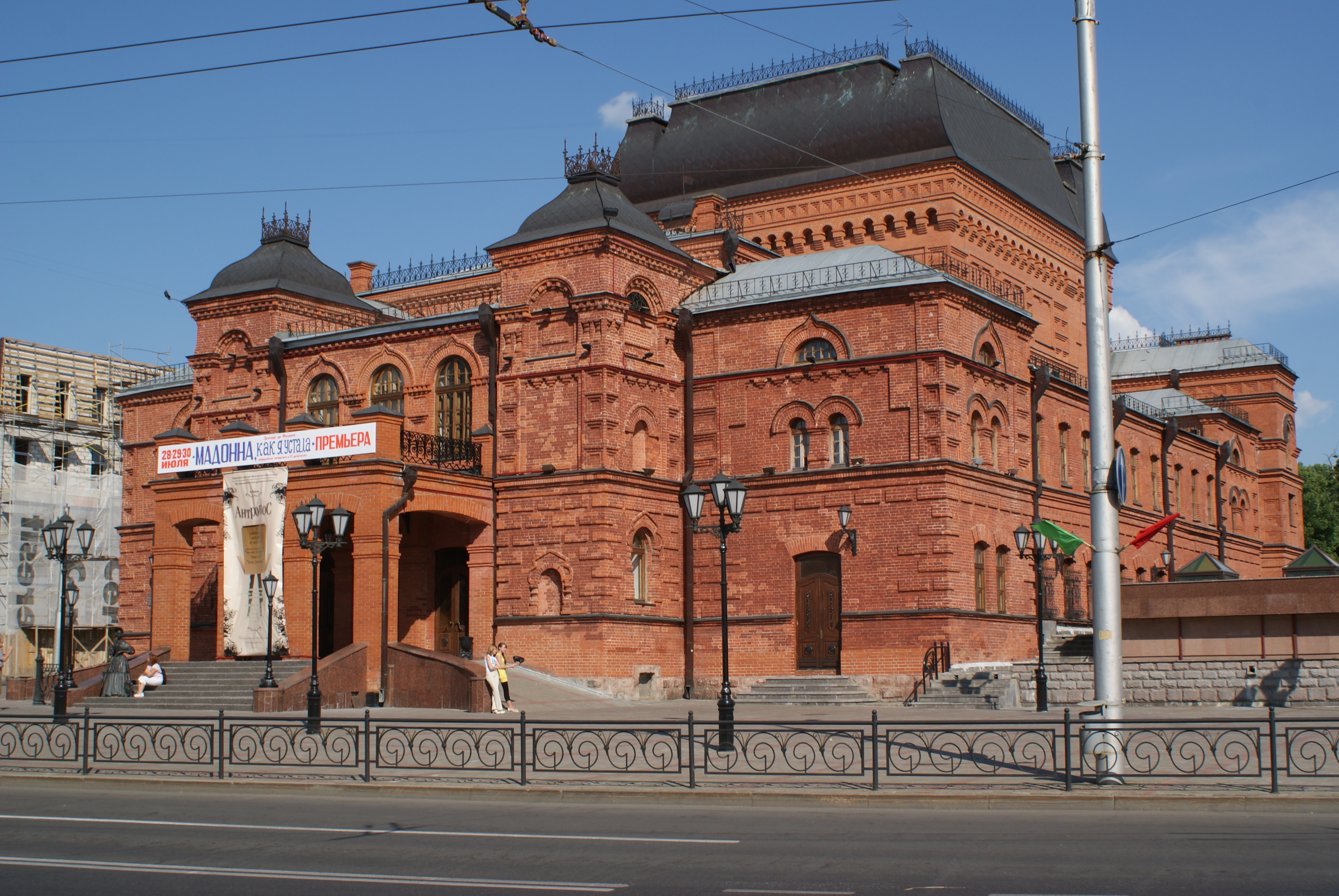
Современный вид здания театра